# Ec-Schriften
Die ec-Schriften – ec steht für European Computer Modern oder Extended Computer Modern – sind eine Erweiterung der Computer Modern auf die Cork-Kodierung. Sie wurden von Norbert Schwarz und Jörg Knappen in Metafont implementiert und sind freie Software. Die ec-Schriften werden durch die tc-Schriften – tc steht für Text Companion – um zurzeit (März 2005) 128 zusätzliche Symbolzeichen ergänzt.

## Geschichte
Im Jahr 1990 wurde auf der TUG-Konferenz in Cork die T1-Kodierung für (fast) alle europäischen Sprachen mit lateinischer Schrift als neuer Standard für LaTeX beschlossen. Die ec-Schriften sollten als Referenzimplementierung dieser Kodierung dienen.
Zunächst wurden Prototypen unter dem Namen dc-Schriften entwickelt. Die Releases 1.0 und 1.1 wurden von Norbert Schwarz (Ruhr-Universität Bochum) koordiniert. Die Releases 1.2 und 1.3 sowie der Release der ec-Schriften wurde von Jörg Knappen koordiniert, der auch die tc-Schriften entwickelte.

## Unterschiede zwischen den Computer-Modern-Schriften und den ec-Schriften
Die ec-Schriften gibt es in mehr Entwurfsgrößen als die Computer Modern Schriften. Die Entwurfsgrößen der ec-Schriften sind: 5, 6, 7, 8, 9, 10, 10,95, 12, 14,4, 17,28, 20,74, 24,88, 29,86 und 35,83 Punkt. Die serifenlosen Schriften cmss und ecss unterscheiden sich deutlich; ecss ist bei großen Schriftgraden erheblich magerer.
Während die cm-Schriften nur eine Form für die Akzente haben, besitzen die ec-Schriften unterschiedliche Akzente für Gemeine und Versalien. Die Akzente für die Versalien sind flacher gestaltet.
Die Formen einzelner Zeichen unterscheiden sich, dies gilt vor allem für das ß, § und das kursive æ, aber auch für die Umlaute und andere Buchstaben mit Akzenten.

## Die tc-Schriften
Die tc-Schriften werden in LaTeX durch das Paket textcomp geladen. Sie enthalten viele verschiedene Zeichen: Währungssymbole (einschließlich des Euro), Copyright und Copyleft, ein Abzüglich-Zeichen, alle Symbolzeichen aus ISO 8859-1 (Latin-1),  Mediävalziffern und viele andere mehr.